# 2012년 경찰 야구단 시즌
2012년 경찰 야구단 시즌은 경찰 야구단이 KBO 퓨처스리그에 참가한 7번째 시즌으로, 유승안 감독이 팀을 이끈 4번째 시즌이다. 팀은 5팀 중 북부리그 공동 1위(상무 피닉스 야구단과 동률), 전체 11팀 중 승률 공동 2위를 기록해 2년 연속으로 북부리그 우승을 차지했다.

## 타이틀
- 사이클링 히트: 민병헌 (역대 19호)
- 타율: 정현석 (0.368)
- 타수: 정현석 (321)
- 안타: 정현석 (118)
- 2루타: 정현석 (32)
- 홈런: 김회성 (18)
- 장타율: 정현석 (0.573)
- 탈삼진: 윤지웅 (124)
- 북부리그 출장(타자): 정현석 (92)
- 북부리그 타석: 정현석 (372)
- 북부리그 득점: 정현석 (63)
- 북부리그 사구: 김회성 (14)
- 북부리그 출루율: 장성우 (0.449)
- 북부리그 평균자책점: 장원준 (2.39)
- 북부리그 다승: 윤지웅 (13)
- 북부리그 세이브: 나승현 (17)
- 북부리그 홀드: 허유강 (10)
- 북부리그 최소 사구 허용: 배민관 (2)

## 선수단
- 선발투수 : 장원준, 배민관, 여건욱, 양지훈
- 구원투수 : 윤지웅, 허유강, 정회찬, 구본범, 이성주, 이영재, 이광근, 신희섭, 윤용준
- 마무리투수 : 나승현
- 포수 : 장성우, 윤도경, 백용환, 장동웅
- 내야수 : 김회성, 박용근, 이인행, 김지수, 오태곤, 강성호, 강병의, 백진우, 정범수
- 외야수 : 정현석, 오현근, 박건우, 민병헌, 문선엽, 윤중환, 김다원, 오정복, 이태균, 한상일

## 여담
- 오정복은 NC 다이노스에서 경찰 야구단에 입대한 최초의 선수다.
- 이성주는 경찰 야구단에서 뛴 마지막 각종학교 야구부 소속 선수가 되었다.

## 같이 보기
- 2013년 경찰 야구단 시즌